# Star Box
Star Box è una raccolta del gruppo musicale giapponese X Japan, pubblicata nel 1999 dalla Sony Records.

## Descrizione
Esistono due edizioni del disco; la prima con normale custodia e booklet e la seconda con custodia esterna in cartone e booklet esterno. Comprende brani tratti dagli album BLUE BLOOD e Jealousy.

## Tracce
Testi e musiche di Yoshiki, eccetto dove indicato.
1. Kurenai – 5:49
2. JOKER (Live Version) – 5:20
3. BLUE BLOOD – 5:03
4. ENDLESS RAIN – 6:35
5. Miscast – 5:15 (Hide)
6. CELEBRATION – 4:51 (Hide)
7. Love Replica – 4:35 (Hide)
8. XCLAMATION – 3:56 (testo: Hide – musica: Taiji)
9. WEEK END (Live Version) – 5:59
10. Silent Jealousy – 7:19
11. X (Live Version) – 9:44
12. Say Anything – 8:38

## Formazione
- Toshi – voce
- Taiji – basso
- Pata – chitarra
- Hide – chitarra
- Yoshiki – batteria, pianoforte